# Cyrtacanthacris
Cyrtacanthacris es un género de saltamontes de la subfamilia Cyrtacanthacridinae, familia Acrididae, y está asignado a la tribu Cyrtacanthacridini. Este género se distribuye en África, Asia (India, Vietnam, Indonesia) y Oceanía (Nueva Caledonia).

## Especies
Las siguientes especies pertenecen al género Cyrtacanthacris:
- Cyrtacanthacris aeruginosa (Stoll, 1813)
- Cyrtacanthacris celebensis (Finot, 1907)
- Cyrtacanthacris consanguinea (Serville, 1838)
- Cyrtacanthacris consobrina (Walker, 1870)
- Cyrtacanthacris neocaledonica (Finot, 1907)
- Cyrtacanthacris sulphurea Johnston, 1935
- Cyrtacanthacris tatarica (Linnaeus, 1758)